# Broederhuis Molenberg
Het Broederhuis Molenberg is een voormalig klooster aan de Kerkraderweg in de Heerlense wijk Molenberg.
Het bakstenen klooster werd gebouwd in 1921 en is ontworpen door Frits Peutz. Ook de naastgelegen Broederschool (een lagere school, nu basisschool) is van Peutz, evenals een uitbreiding met kapel in 1923.
Naast baksteen is ook mergelsteen in het gebouw verwerkt, namelijk in de plint en in de lisenen boven de rondbogige toegangspoort, elementen welke naar het expressionisme neigen.
In 2015 werd het gebouw gerestaureerd en werd er een kienhal (onder de naam Kienclub Molenberg, dit is tevens niet de kienclub die bekend staat om het zogeheten "poep-incident") en een sporthal bijgebouwd.
Het complex is geklasseerd als rijksmonument.